# Гу Сяобін
Гу Сяобін (кит. трад. 谷笑冰, піньїнь: Gu Xiaobing; нар. 12 липня 1985, Тайчжоу)) — китайська шахістка, гросмейстер серед жінок (2003).

## Життєпис
2005 року в Стамбулі була другою на чемпіонаті світу серед юніорок (переможницею стала Елізабет Петц). У січні 2016 року в Мельбурні перемогла на міжнародному жіночому турнірі за коловою системою — «Australian women's Masters».
Брала участь у чемпіонатах світу серед жінок:
- 2012 року в Москві в першому раунді програла Крістіні-Аделі Фойшор[4];
- 2012 року в Ханти-Мансійську в першому раунді програла Валентині Гуніній[5].

Починаючи з 2013 року є директором шахової академії в Янчжоу.